# 대신정보통신
대신정보통신 주식회사는 대한민국의 전산업체로, 본사는 광주광역시 서구 상무중앙로 98에 있다.
AI 전문기업 GI랩을 인수한 바 있으며 정부 데이터사업 다수의 계약을 체결하였다.

## 테마주
대표이사가 유승민 전 의원과 같은 위스콘신대학교 대학원 박사과정을 수료 해 유승민 테마주로 분류된 적이 있다.

## 사업장 현황
- 본점: 광주광역시 서구 상무중앙로 98
- 서울영업소: 서울특별시 금천구 가산디지털 1로 205-28

## 같이 보기
- 삼일기업공사
- 유승민

## 내용주
1. ↑  경영환경개선 및 업무효율성 증대